# Código Taihō
El Código Taihō (大宝律令 Taihō-ritsuryō?) fue una reorganización administrativa promulgada en el año 701 en Japón, a finales del período Asuka como uno de los Ritsuryō-sei (律令制 ritsuryō-sei?), un sistema de leyes histórica basado en el confucionismo. Fue compilado bajo la dirección del Príncipe Osakabe, Fujiwara no Fuhito y Awata no Mahito a petición del Emperador Mommu y, como muchos otros desarrollos del país en esa época, fue mayormente una adaptación del sistema chino del sistema gubernamental de la dinastía Tang.
El establecimiento del código Taihō fue el primer evento en incluir el confucionismo como un elemento de conducta y ética del gobierno japonés. El código fue revisado durante el período Nara para moldearlo a ciertas tradiciones y necesidades prácticas de administración. La edición revisada recibió el nombre de Código Yōrō (養老律令 Yōrō-ritsuryō?), el cual fue terminado en su mayoría en el 718.